# Thor L. Brooks
Pour les articles homonymes, voir Brooks.
Thor L. Brooks (Tor Gösta Låftman Brooks), né le 7 novembre 1907 à Stockholm, mort en janvier 1982 à Dallas, est un réalisateur, scénariste, directeur de la photographie et monteur suédois.

## Biographie
Thor L. Brooks est le fils d'Anders Gustaf Richard (Gösta) Låftman, 1879-1950, et de Tora Hildegard Maria Bursell, 1881-1949. Il est le neveu d'August Låftman (sv) et un cousin de Sven Låftman (sv).
Il émigre aux États-Unis et y termine ses études, à l'Université de Californie du Sud pendant un an. Après avoir obtenu son diplôme, il travaille comme monteur à Hollywood pendant dix ans, mais parce qu'il n'a pas demandé la citoyenneté américaine, il est renvoyé chez lui en Suède pendant la Grande Dépression en 1930.
Il effectue des voyages d'études en Russie, en Allemagne, en France et en Angleterre. Lorsqu'il doit effectuer son service militaire suédois au début des années 1940, il retourne aux États-Unis, mais est immédiatement enrôlé dans l'armée américaine. Brooks fait ses débuts au cinéma en 1923 et est actif dans la production cinématographique. Il s'établit à Hollywood et dirige finalement sa propre chaîne de télévision.

## Filmographie
Sources : Swedish Film Database et Internet Movie Database.

### Réalisation
- 1936 :  Min svärmor - dansösen (sv)
- 1937 :  En flicka kommer till sta'n (sv)
- 1939 :  Midnattssolens son  (sv)  (avec Rolf Husberg)
- 1939 :  I dag börjar livet  (sv)  (superviseur technique)
- 1940 :  Med livet som insats  (sv)  (superviseur technique)
- 1940 :  Hennes melodi (sv)
- 1954 :  H.C. Andersens sagor (sv) (série télévisée, 1 épisode : The Tinderbox)
- 1962 : O Elixir do Diabo

### Scénario
- 1936 :  Min svärmor - dansösen (sv)

## Crédit d'auteurs
- (sv) Cet article est partiellement ou en totalité issu de l’article de Wikipédia en suédois intitulé « Thor L. Brooks » (voir la liste des auteurs).